# United Arab Shipping Company
Die United Arab Shipping Company (UASC) war eine arabische Reederei. Nach über 40 Jahren fusionierte sie am 24. Mai 2017 mit der Hapag-Lloyd AG.

## Geschichte

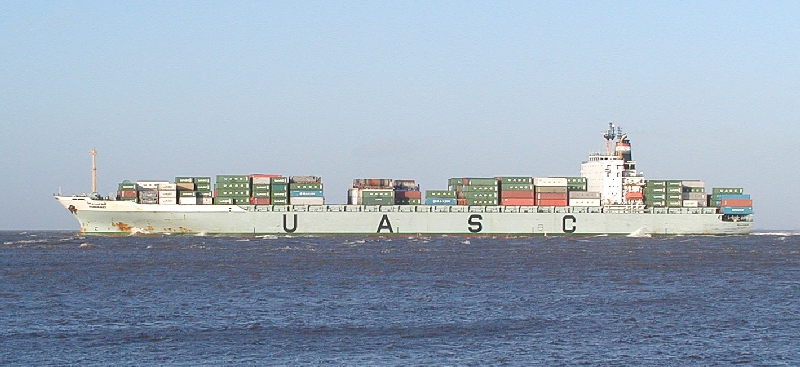
Containerschiff der UASC

Die UASC wurde im Juli 1976 auf Betreiben von Kuwait gemeinsam mit den Staaten Bahrain, Irak, Katar, Saudi-Arabien und den Vereinigten Arabischen Emiraten gegründet. Kuwait brachte seine 1965 gegründete Staatsreederei Kuwait Shipping Company inklusive deren Flotte von 26 Schiffen in das Unternehmen ein, die restlichen Staaten steuerten weitere 20 Schiffe bei. Die Kuwait Shipping Company betrieb eine größere Anzahl von Einheiten der Bezhitsa-Klasse und hatte vor dem Zusammenschluss zahlreiche Stückgutschiffe der Kuwait-Klasse bestellt. Zusammen mit Nachbestellungen weiterer Schiffe dieses Typs bildete diese Baureihe längere Zeit das Rückgrat der UASC.
Die Dienste der UASC wurden rasch mit einer wachsenden Reedereiflotte zu einem Liniennetz ausgebaut. Anfang der 1980er Jahre gab die Reederei die neun Vollcontainerschiffe umfassende Dubai-Klasse in Auftrag, die der fortschreitenden Containerisierung der Linienschifffahrt Rechnung trug. In späteren Jahren erweiterte die Reederei ihre Dienste insbesondere in die Häfen der Vereinigten Staaten, nach Europa und Asien. Vor ihrem Zusammenschluss mit Hapag-Lloyd zählte die UASC zu den zwanzig größten Containerlinienreedereien weltweit.
Im September 2014 schmiedete man eine Allianz mit der chinesischen Reederei CSCL (China Shipping Container Lines), weltweit Nr. 6 unter den Containerlinien, und der französischen Reederei CMA CGM, weltweit Nr. 3 unter den Containerlinien. Unter der Bezeichnung „Ocean Three“ bedient man nun gemeinsam die Routen Asien–Europa, Asien–Mittelmeer, Asien–USA Westküste, Asien–USA Ostküste und Golf von Mexiko.
Am 21. April 2016 wurde bekannt gegeben, dass UASC und Hapag-Lloyd Gespräche über eine Zusammenführung ihrer Containerschifffahrtsaktivitäten führen. Demnach solle Hapag-Lloyd die gesamte Flotte der UASC übernehmen, wohingegen UASC mit 28 % der größte Anteilseigner von Hapag-Lloyd werden sollte. Am 18. Juli 2016 wurde dies auf der Website von UASC offiziell bestätigt. Die Fusion wurde im Mai 2017 abgeschlossen.